# 孫彥韜
孙彦韬，字德光，唐朝末年至五代十国后唐、后晋官员，汴州浚仪人。
孙彦韬年轻时以勇力应募从军。朱温兼领四镇，擢升孙彦韬历任诸军偏校。唐庄宗与梁军对垒黄河上，孙彦韬知梁朝将亡，于是抄近路渡河，北归庄宗，庄宗任命他为亲从右厢指挥使。庄宗平后梁，孙彦韬出任晋州长步都校，加檢校兵部尚书。天成初年，升任为绵州刺史、检校尚书左仆射。至绵州一年后，以考课著称，加检校司空。长兴、清泰年间，历任密州刺史、沂州刺史、濮州刺史，官至检校太保，赐竭忠建策兴复功臣。石敬瑭即位，授密州刺史，在任上去世，年六十四岁。孙彦韬出于军旅，性情温和宽厚，治理绵州，有安抚百姓之誉，于是按赏典奖励。清泰末年在濮阳，群寇入濮，濮州人大扰，孙彦韬率帐下百人，大败敌人，人们感激他。但不能守廉养正、保持晚节。长兴年间，罢密州回京，受贿丰厚。在洛阳修甲第，过了一个月而成，华堂广庑，仅次于王公之家。所以历任五州，但没有升任观察使。